# Petrivske, Rokîtne
Petrivske (în ucraineană Петрівське) este un sat în comuna Makivka din raionul Rokîtne, regiunea Kiev, Ucraina.
Se află la o altitudine de 171 m deasupra nivelului mării. Are o suprafață de 10 km².

## Demografie
Componența lingvistică a localității Petrivske
     Ucraineană (98,42%)
     Rusă (1,36%)
     Alte limbi (0,23%)
Conform recensământului din 2001, majoritatea populației localității Petrivske era vorbitoare de ucraineană (98,42%), existând în minoritate și vorbitori de rusă (1,36%).